# Vulcanisciurus
Vulcanisciurus — рід ссавців родини вивіркових. Рід наразі містить один вид — Vulcanisciurus africanus. Скам'янілості виявлено в міоценових шарах у Кенії (2 колекції) та Уганді (3 колекції). 